# La lycéenne découvre l'amour
Série
La lycéenne a grandi
(1975)
Pour plus de détails, voir Fiche technique et Distribution.
La lycéenne découvre l'amour (La ragazzina) est une comédie italienne de 1974 réalisée par Mario Imperoli . Il a marqué les débuts au cinéma de Gloria Guida,.

## Synopsis
Monika est une jolie fille de quinze ans issue d'une famille aisée . Elle a une relation avec Léo, un étudiant plus âgé qu'elle, qui l'accompagne souvent en voiture. Au fil du temps, cependant, Monika se rapproche de plus en plus d'un de ses professeurs, Bruno de Angelis, un professeur non-conformiste d'histoire de l'art.

## Notice technique
- Titre français : La lycéenne découvre l'amour
- Titre original : La ragazzina
- Réalisation :	Mario Imperoli
- Scenario :	Arpad DeRiso, Nino Scolaro, Mario Imperoli
- Maison de production :	Roma International Film, Screen Film
- Distribution :	Seven Stars Cinematografica
- Photographie : Alvaro Pianezzi
- Montage :	Sandro Lena
- Musique : Nico Fidenco
- Costumes :	Osanna Guardini
- Maquillage :	Renzo Caroli
- Langue : italien
- Durée : 95 min
- Genre : Comédie érotique
- Pays de production :  Italie
- Année:	1974
- Interdit aux moins de 12 ans. Visa CNC 55292

## Distribution
- Gloria Guida : Monika
- Colette Descombes : Sandra Moroni
- Paolo Carlini : Avv. Massimo Moroni
- Gianluigi Chirizzi : Léo

## SérieLa Lycéenne
- 1973 : La lycéenne découvre l'amour (La ragazzina) de Mario Imperoli
- 1975 : La lycéenne a grandi (Quella età maliziosa) de Silvio Amadio
- 1975 : À nous les lycéennes (La liceale) de Michele Massimo Tarantini
- 1976 : La lycéenne se marie (Scandalo in famiglia) de Marcello Andrei
- 1978 : Les lycéennes redoublent (La liceale nella classe dei ripetenti) de Mariano Laurenti
- 1979 : La lycéenne est dans les vaps (La liceale, il diavolo e l'acquasanta) de Nando Cicero
- 1979 : La lycéenne séduit ses professeurs (La liceale seduce i professori) de Mariano Laurenti
- 1981 : La lycéenne fait de l'œil au proviseur (La ripetente fa l'occhietto al preside) de Mariano Laurenti
- 1982 : La Lycéenne et les Fantômes (La casa stregata) de Bruno Corbucci